# Liste der Einträge in das National Register of Historic Places im Union County (New Mexico)
Diese Liste der Einträge im National Register of Historic Places im Union County (New Mexico) enthält alle im Union County, New Mexico in das National Register of Historic Places eingetragenen Gebäude, Bauwerke, Objekte, Stätten oder historischen Distrikte.
Diese Liste entspricht dem Bearbeitungsstand des National Park Service/National Register of Historic Places vom 25. Oktober 2024.

## Legende
| NRHP | Historic Place                      |
| NHLD | National Historic Landmark District |
| HD   | National Historic District          |

## Aktuelle Einträge
| [ 2 ] | Name                                                               | Bild           | Eintragsdatum                 | Lage | Ort     | Beschreibung |
| ----- | ------------------------------------------------------------------ | -------------- | ----------------------------- | --- | ------- | ------------ |
| 1     | Amistad Gymnasium                                                  | weitere Bilder | 15. März 1996 ID-Nr. 96000264 | östlich der New Mexico State Road 402 35° 55′ 12″ N, 103° 9′ 13″ W                                                         | Amistad |              |
| 2     | Clayton Public Library                                             | weitere Bilder | 20. Dez. 2002 ID-Nr. 02001550 | 116 Walnut Street 36° 27′ 3,4″ N, 103° 10′ 58,6″ W                                                                         | Clayton |              |
| 3     | Clayton Public Schools Historic District                           | weitere Bilder | 15. März 1996 ID-Nr. 96000269 | 4 Gebäudeblocks im südöstlichen Stadtgebiet von Clayton, zentral an der 6th und Cedar Street 36° 26′ 59″ N, 103° 10′ 33″ W | Clayton |              |
| 4     | Eklund Hotel                                                       | weitere Bilder | 17. Jan. 2002 ID-Nr. 01001470 | 15 Main Street 36° 27′ 6″ N, 103° 11′ 3″ W                                                                                 | Clayton |              |
| 5     | Folsom Hotel                                                       | weitere Bilder | 14. Mai 1987 ID-Nr. 87000726  | Grand Avenue und Wall Street 36° 50′ 41″ N, 103° 55′ 8″ W                                                                  | Folsom  |              |
| 6     | Gate, Fence and Hollow Tree Shelter Designed by Dionicio Rodriguez | weitere Bilder | 25. Nov. 2008 ID-Nr. 08001138 | 320 Oak Street 36° 27′ 0,6″ N, 103° 10′ 48,6″ W                                                                            | Clayton |              |
| 7     | Goodson Memorial School                                            | weitere Bilder | 8. Jan. 2003 ID-Nr. 02001693  | New Mexico State Road 456, westlich der Verbindung zur New Mexico State Road 406 36° 55′ 6,7″ N, 103° 5′ 30,2″ W           | Seneca  |              |
| 8     | Luna Theater                                                       | weitere Bilder | 17. Jan. 2007 ID-Nr. 06001252 | 2-6 Main Street 36° 27′ 11″ N, 103° 11′ 7″ W                                                                               | Clayton |              |
| 9     | Rabbit Ears                                                        | weitere Bilder | 15. Okt. 1966 ID-Nr. 66000499 | nordwestilcih von Clayton 36° 35′ 32″ N, 103° 13′ 27,8″ W                                                                  | Clayton |              |
| 10    | Union County Courthouse                                            | weitere Bilder | 7. Dez. 1987 ID-Nr. 87000891  | Court Street 36° 26′ 58″ N, 103° 11′ 13″ W                                                                                 | Clayton |              |